# Serguei Naryshkin
Serguei Evguenevitch Naryshkin, em russo: Сергей Евгеньевич Нарышкин (Leninegrado, 27 de outubro de 1954) é um político, burocrata e empresário russo, foi chefe da Duma Estatal russa de dezembro de 2011 até outubro de 2016. Antes de assumir o cargo, foi assessor da presidência de dezembro de 2008 até dezembro de 2011.